# シリーズ怪獣区 ギャラス
『シリーズ怪獣区 ギャラス』（シリーズかいじゅうく ギャラス）は、東映が制作した特撮怪獣映画。2019年2月2日am7:00（JST）に東映特撮ファンクラブでWeb配信された。
キャッチコピーは「怪獣区へようこそ。」。
特撮監督の佛田洋の後継者と称される小串遼太郎の初監督作品でもある。

## あらすじ
とあるBARで2人の男女が話をしている。片瀬エリカは、大鷹隼人に交際は遊びだったと伝えられ、別れ話の末に傷心する。
エリカが立ち去ったBARで隼人は、いつの間にか店内に居た「傷の女」に不気味な印象を受ける。
隼人が退店したBARで、マスターは傷の女と話をするが、女は「怪獣区ギャラス」と意味深な言葉を口走る。

BARを退店した隼人は、いつの間にか危険な怪獣区へと足を踏み入れていたのだった。

## キャスト
- 片瀬エリカ：奥仲麻琴[1]
- 大鷹隼人：南圭介[1]
- バーのマスター：山本康平[1]
- 傷の女：長澤奈央[1]

### スーツアクター
- ギャラス：佐藤太輔[1]

## スタッフ
- プロデュース：塚田英明[1][2]、中野剛[1]
- ラインプロデューサー：関谷和隆（特撮研究所）[1]
- スーパーバイザー：佛田洋（特撮研究所）[1]
- 脚本：金子香緒里[1][2]
- サウンドデザイン：桑原秀綱[1]
- 撮影：鈴木啓造（特撮研究所 / JSC）[1]
- 照明：白石宏明
- 録音：吹浦尚樹
- 装飾：原島徳寿
- 特撮美術：高橋一
- 操演：和田宏之
- 助監督：須上和泰
- 編集：須永弘志[1]
- ギャラスデザイン：田嶋秀樹（石森プロ）[1]
- ギャラス造形：百武朋[1]、吉松学[1]
- VFX：アクト・デザインズ、キムラケイサク
- 特機：上田倫人
- 制作進行：髙柳優一
- 特撮美術スーパーバイザー：松浦芳
- スタイリスト：袴田知世枝
- ヘアメイク：田部井美穂
- 音楽協力：河村利典
- アソシエイトプロデューサー：山本康平（TTFC『忍び道』より）[1]
- メイキング：丸山竜也、豊田朋子
- スチール：杉山大道
- ポスター撮影：金子博、井上健太郎
- 制作：東映[1]
- 制作プロダクション：特撮研究所[1]
- 製作：東映特撮ファンクラブ[1]
- 監督：小串遼太郎（特撮研究所）[1][2]

## ネット配信
映画『大怪獣のあとしまつ』公開に併せ、2022年1月28日から2月6日まで、YouTubeの「東映特撮 YouTube Official」にて「怪獣セレクション」として配信。